# Arthur and the Revenge of Maltazard
Arthur y la venganza de Maltazard, o Arthur y el regreso de los Minimoys, (en francés: Arthur et la vengeance de Maltazard, también conocida como Arthur y los Minimoys 2 o simplemente Arthur 2) es una película coescrita, coproducida y dirigida por Luc Besson, basada en su novela del mismo título y protagonizada por Freddie Highmore y Mia Farrow. EuropaCorp produjo la película, que es la segunda en la serie de Arthur de Besson, después de Arthur y los Minimoys.

## Argumento
En 1963, 12 años de edad, Arthur se queda con sus abuelos durante las vacaciones, durante el cual el Bogo Matassalai conceden a Arthur una distinción de ser uno con la naturaleza, después de tener éxito en una serie de pruebas, como convertirse en uno con la naturaleza, se mezclan con el paisaje y la vida entre los animales.
Arthur prepara entonces para ver los Minimoys de nuevo para celebrar cuando su padre, preocupado por su seguridad debido a las abejas, deciden él y su madre regresar a la ciudad temprano. Sin embargo, una araña entrega a Arthur un grano de arroz con el mensaje de "ayuda", que él cree que debe haber venido de los Minimoys, y hace que sea aún más importante para él ir a visitarlos. En una gasolinera Arthur se escapa del coche y vuelve a casa de sus abuelos, cambiando lugares con el perro Alfred. Sin embargo, el intento de Bogo Matassalai de transformarlo utilizando un telescopio, falla debido a las nubes que cubren la luna llena y le pregunta a Arthur si desea aplicar un método alternativo más viejo, más peligroso, a pesar de que le puede matar. Ellos están de acuerdo. Arthur se enrolla en las vides que luego se tiran cada vez más fuerte. El procedimiento es exitoso y Arthur se transporta  en una gota de savia de las vides exprimidos y cae en el techo del bar de Max. Max le explica lo que ha sucedido desde la última aventura y se compromete a investigar el asunto.
Mientras que en el camino para obtener información sobre el estado actual de los Minimoys, Arthur y Max encuentran que Betameche va a ser arrestado. Max crea una distracción mientras Arthur salva a Beta y escapa de los guardias. Arthur aprende que Beta no era el que necesitaba su ayuda. Beta lo lleva al rey, sólo para saber que Selenia está angustiada que no llegó y no estaba. Sin embargo, se revela que Selenia es rehén de Maltazard mientras él la utiliza para entrar en la ciudad. El villano revela que la necrópolis se está inundando. Maltazard termina en la casa de Arthur y sus abuelos, donde se inspiró para tomar el mundo humano mediante el aprovechamiento del telescopio. Sin embargo, cuando el padre de Arthur casi arruina el plan, Maltazard envía el mensaje para atraer a Arturo y captura a Selenia, para obligar a los Minimoys para permitir que se fuera. Aunque se las arreglan para sacar a Maltazard fuera de su reino con el telescopio, sin saberlo le agrandan al tamaño humano, como era su intención. Además, el propio telescopio se destruye en el proceso, con Arthur atrapado en su tamaño Minimoy.

## Reparto original
- Freddie Highmore - Arthur
- Mia Farrow - Daisy
- Selena Gomez - Selenia. Selena Gomez reemplaza a Madonna, quien interpretó el personaje en el original.
- Ronald Leroy Crawford - Archibald
- Lou Reed - Maltazard. Reed sustituye a David Bowie, quien interpretó el personaje en el original.
- Snoop Dogg - Max
- will.i.am - Snow
- Robert Stanton - Armand
- Fergie - Replay
- Penélope Ann Balfour - Rose

El lanzamiento japonés agregó un nuevo tema musical que será "Uh Uh" de IMALU.

## Secuelas
En 2010, tuvo una secuela titulada Arthur 3: The War of the Two Worlds, basada en la novela del mismo título.

## Recepción
Tanto las versiones originales y del Reino Unido recibieron críticas mixtas a pobres. Arthur y la venganza de Maltazard es ampliamente considerada como la película más floja en la serie de Arthur. Esta película no se estrenó en EE. UU. debido a los malos resultados de público de Arthur y los Minimoys. En su lugar, se lanzó un DVD en marzo de 2011 con las dos últimas películas, titulado Arthur y la gran aventura.

## Videojuego
Para promocionar la película, un videojuego fue lanzado para PlayStation 3 , Xbox 360 , Wii y Microsoft Windows. El juego se compone en su mayoría de minijuegos y escenas que están poco relacionados con la trama de la película.